# أوروبا إيكولوجيا - الخضر
أوروبا إيكولوجيا - الخضر (بالفرنسية: Europe Écologie Les Verts) هو حزب سياسي من يسار الوسط، إلى يساري، حزب سياسي أخضر، في فرنسا. الحزب عضو في حزب الخضر الأوروبي. شُكِّلَ الحزب في 13 نوفمبر 2010 من اندماج حزب الخضر الفرنسي وأوروبا إيكولوجيا.